# Lepetîha, Bereznehuvate
Lepetîha (în ucraineană Лепетиха) este localitatea de reședință a comunei Lepetîha din raionul Bereznehuvate, regiunea Mîkolaiiv, Ucraina.

## Demografie
Componența lingvistică a localității Lepetîha
     Ucraineană (94,29%)
     Rusă (4,54%)
     Alte limbi (1,17%)
Conform recensământului din 2001, majoritatea populației localității Lepetîha era vorbitoare de ucraineană (94,29%), existând în minoritate și vorbitori de rusă (4,54%).